# K. Lengyel Zsolt
K. Lengyel Zsolt (tkp. Lengyel Zsolt) történész, politológus, szerkesztő (Kolozsvár, 1960. november 23. –). Bátyjával 1974 nyarán települt ki Nyugat-Németországba, 1973-ban emigrált szüleihez. Három gyermeke 1993-ban született, Münchenben.

## Tanulmányai
1981–1982-ben újabb kori történelmet, politikatudományt és filozófiát hallgatott a heidelbergi Ruprecht–Karl Egyetem bölcsészkarán. 1982–1986 között elvégezte a Kelet- és Délkelet-Európai Történelem, Politikatudomány, valamint az Általános és Összehasonlító Irodalomtudomány szakokat a müncheni Lajos–Miksa Egyetem (LMU) bölcsészkarán. Itt 1986-ban M. A. (Magister Artium), 1992-ben Dr. phil. fokozatot szerzett. 1989–1992 között a Hanns-Seidel Alapítvány (München), 1996–1999 között a Deutsche Forschungsgemeinschaft (Német Kutatási Közösség, Bonn) tudományos ösztöndíjasa. 2008-ban a budapesti Eötvös Loránd Tudományegyetemen habilitált történettudomány szakon. Az ELTE szenátusa 2022-ben címzetes egyetemi tanárrá nevezte ki.

## Munkássága
1983 óta publikál német és magyar nyelven. Magyar nyelvű esszé- és szakírói, könyvkiadói, szerkesztési és előadói tevékenységét az 1980-as évektől előbb nyugati magyar körökben fejtette ki, majd a politikai változások következtében Magyarországon és Erdélyben is folytatta. A müncheni Új Látóhatár Irodalmi és politikai folyóirat és a Szivárvány: Irodalmi, művészeti és kritikai szemle (Chicago) köréhez tartozott. Az 1951-ben megalapított Új Látóhatár utolsó három évfolyamában (1987–1989) a szerkesztőség és kiadóhivatal, a Szivárvány-nak 1988–1989-ben belső munkatársa volt. Párhuzamosan közreműködött az Európai Protestáns Magyar Szabadegyetem Archiválva 2019. november 2-i dátummal a Wayback Machine-ben (EPMSz, Bern) programszervezői és könyvkiadási munkájában. 1984–1988 között a müncheni KÖR egyetemista értelmiségi társaság egyik vezetője, 1988-ban a Motolla európai magyar ifjúsági lap (Bécs/München) „Körvonalak” című kulturális-művészeti mellékletének egyik szerkesztője. 2005-től a Katolikus Magyar Értelmiségi Mozgalom – Pax Romana Müncheni Csoportjának programbizottsági elnöke. 1993–1998 között az „Europa Annales. Balcanica – Danubiana -– Carpathica. Cultura – Historica – Philologica” (Budapest), 2000-től a Bécsi Napló (Bécs), 2003-tól a „Lymbus. Magyarságtudományi forrásközlemények” (Budapest) szerkesztőbizottságának tagja.
1984–2003 között a müncheni Lajos–Miksa Egyetem Kelet- és Délkelet-Európai Történeti Tanszékén előbb tudományos gyakornok, majd megbízott oktató, végül tanársegéd. 2005–2006-ban a müncheni egyetem finnugor tanszékén vendégoktató. Az 1980-as évek közepétől német történettudományi és hungarológiai szaklapok és intézetek külső munkatársa, szerzőként, szerkesztőként, tanácsadóként. 1982-ben csatlakozott a bajor kormány tudományügyi tárcája által támogatott, 1962-ben megalapított Ungarisches Institut München e. V. / Müncheni Magyar Intézet Egyesülethez ez (UIM/MMI), amelynek 1984-től tudományos munkatársa, 1998-től ügyvezetője, 2002-től igazgató-elnöke. 1986–1988 között a Haus der Begegnung (Találkozások Háza, München) kulturális rendezvényszervezési munkatársa. 1984-től a Südosteuropa-Gesellschaft (Délkelet-Európa Társaság, München), 1994-től a Bayerisch-Ungarisches Forum (Bajor–Magyar Fórum, München), 2000-től a Verband der Osteuropahistorikerinnen und -historiker e. V. (Kelet-Európa-Történészek Szövetsége, Marburg), 2004-től a Deutsch–Ungarische Gesellschaft in der Bundesrepublik Deutschland (Német–Magyar Társaság, Bonn/Berlin) tagja. 1987–1991 között az a fiatal erdélyi szász bölcsészek Siebenbürgische Semesterblätter (Erdélyi Szemeszteri Lapok, Gundelsheim/Neckar) című tudományos közlönyének egyik társszerkesztője, 1995–2007 között az erdélyi szász Arbeitskreis für Siebenbürgische Landeskunde (Erdélyi Honismereti Munkacsoport, Heidelberg) elnökségének tagja volt.
A Müncheni Magyar Intézetben a kezdetektől – egyebek mellett – az MMI két kiadványát, a „Studia Hungarica” könyvsorozatot és az „Ungarn-Jahrbuch” évkönyvet gondozza, 2002/2003-tól főszerkesztőként (a két sorozat néhány éve, az 53., illetve a 33. kötettől a regensburgi Pustet Kiadónál lát napvilágot). 1992-től az MMI  – a müncheni és a budapesti kormányzat által államközi megállapodás alapján támogatott – bajor–magyar intézetté való kiépítésének a tervezője és szakreferense, 1999/2000-ben pedig müncheni lebonyolítója. Ezzel párhuzamosan, 1998/1999-ben elkészítette a „Bayern–Ungarn. Tausend Jahre” (Bajorország–Magyarország ezer éve) nemzetközi kiállítás koncepciójának előtervezetét, majd szerzőként, tudományos tanácsadóként és szerkesztőként közreműködött a 2001-ben Passauban megrendezett kiállítás előkészítésében, katalógusának összeállításában és sajtó alá rendezésében.
Az évezred első évtizedében munkásságának súlypontja a Müncheni Magyar Intézet hungarológiai szakirányának interdiszciplináris regionális tudományszakká való továbbfejlesztése a müncheni Lajos–Miksa Egyetemmel együttműködve, valamint a magyar kulturális kormányzat által társfinanszírozott, de továbbra is német egyesületi jog szerint szervezett Intézet tudományos-kulturális-művészeti rendezvényeinek a koncepcionális és szervezési lebonyolítása. Az Intézet 2009-es Regensburgba történt átköltöztetése után a Regensburgi Egyetem német nyelvű hungarológiai képzésének a megtervezője, tanára és vezetője, 2015-től a Hungaricum–Magyar Intézet (Hungaricum–Ungarisches Institut der Universität Regensburg), az egyetem történeti és filológiai karára betagolt tudományos Magyar Intézet igazgatójaként. A kulturális Magyar Intézet elnökeként 2010-től a bajorországi magyar diaszpóra nyelvoktatásának „konzuli modell”-ben való kibővítését és megszilárdítását kezdeményezte. A 2014/2015-ös tanévben az MMI új részlegének, a jelenleg (2019/2020) öt tagiskolát (és több, mint 400 diákot és 30 oktatót) átfogó Bajorországi Magyar Iskola (BMI) megalapítója és vezetője.
2017-től a Németországi Magyar Szervezetek Szövetsége (Bund Ungarischer Organisationen in Deutschland, BUOD) elnökségi tagja, 2023-tól elnökhelyettese, valamint a 2017-ben megalakult Magyar Intézet Alapítvány (Stiftung Ungarisches Institut) elnöke. Utóbbi tisztségéből céltámogatásokat segíti az egyetemi Magyar Intézet oktatási és könyvtári munkáját. Ilyen munkaterv a Müncheni Magyar Intézet hungarológiai szakkönyvtára, amely 2018-ban adományozás útján a Regensburgi Egyetemi Könyvtár különgyűjteményévé vált (Ungarische Bibliothek der Universitätsbibliothek Regensburg).
Tudományos pályáján fő kutatási területei: Magyarország Kelet-, Kelet-Közép- és Délkelet-Európa kapcsolattörténeteiben, magyar–német–román kapcsolatok, a transzszilvanizmus politikai eszmetörténete, a hungarológia tudománytörténete, az osztrák neoabszolutizmus közigazgatás-, társadalom- és kultúrtörténete, Magyarország és a magyar nemzet képe a nyugati közvéleményben. Rendszeresen frissített személyi bibliográfiája hozzáférhető az MMI honlapján, valamint az MTMT portálon.
1993-ban „Auf der Suche nach dem Kompromiß“ című doktori értekezéséért elnyerte a Südosteuropa-Gesellschaft díját. 2010-ben Hiller István oktatási és kulturális miniszter a „Pro Cultura Hungarica“ emlékplakettel tüntette ki. 2020-ban Áder János köztársasági elnök a Magyar Érdemrend Lovagkeresztjét adományozta neki a „hungarológia tudományterületén elért eredményei, valamint a magyar mint származásnyelv oktatásának bajorországi szervezése érdekében végzett magas szintű munkája elismeréseként”.

## Válogatás könyvalakú publikációiból
- Das neue Osteuropa von A–Z. Szerk. Peter Rehder. München, 1992 (társszerző)
- Auf der Suche nach dem Kompromiß. Ursprünge und Gestalten des frühen Transsilvanismus 1918–1928. München, 1993
- A kompromisszum keresése. Tanulmányok a 20. századi transzszilvanizmus korai történetéhez. Csíkszereda, 2007
- Emigráció, szórvány, hungarológia. Válogatott írások 1985–2012. Budapest, 2012
- Tükrözés és torzulás. Magyarország és a magyar kisebbségek képe a német politikai irodalomban 1993–1994. Budapest, 2014
- Der gelehrsame Exilant. Eine kleine Biografie des Historikers Thomas von Bogyay. Regensburg, 2018
- Magyar politikai enciklopédia. Főszerk. Pásztor Péter. Budapest, 2019 (társszerző)
- Haza és szülőföld. Tanulmányok a transzilvanizmus történetéhez (1867–1945). Kolozsvár 2022

## További információ
K. Lengyel Zsolt publikációs listája

K. Lengyel Zsolt előadásainak jegyzéke

K. Lengyel Zsolt életrajza